# Paul Weick
Paul Walter Hermann Weick (* 19. Dezember 1907 in Berlin; † 1. August 1965 ebenda) war ein deutscher Fußballspieler.

## Karriere

### Vereine
Weick gehörte dem SC Minerva 93 Berlin als Mittelfeldspieler an, für den er zunächst von 1928 bis 1933 in den vom Verband Brandenburgischer Ballspielvereine organisierten Berliner Meisterschaften Punktspiele bestritt.
In dem in zwei Gruppen ausgetragenen Wettbewerb schloss er mit seinem Verein seine Premierensaison in der Gruppe A als Viertplatzierter ab. In der Folgesaison erreichte sein Verein den dritten Platz in der Gruppe B, anschließend den zweiten. Eine Steigerung folgte am Saisonende 1931/32 als Sieger der Gruppe A. Mit diesem Erfolg nahm der an der Finalrunde des VBB teil und belegte mit einem Punkt hinter dem Berliner Tennis-Club Borussia Platz zwei. Mit diesem Erfolg war seine Mannschaft zur Teilnahme an der Endrunde um die Deutsche Meisterschaft berechtigt. Doch bereits die Auftaktveranstaltung am 8. Mai 1932 im Münchener Heinrich-Zisch-Stadion gegen den FC Bayern München, dem späteren Deutschen Meister, wurde im Achtelfinale mit 2:4 verloren. Mit dem dritten Platz in der Gruppe B am Saisonende 1932/33 war seine Mannschaft für die Gauliga Berlin-Brandenburg, als eine von zunächst 16, später auf 23 aufgestockten Gauligen zur Zeit des Nationalsozialismus als einheitlich höchste Spielklasse im Deutschen Reich qualifiziert. Nach zwei Spielzeiten auf Platz sechs, belegte er mit seiner Mannschaft den zweiten Platz punktgleich hinter dem Berliner SV 1892, dessen besserer Torquotient die Gaumeisterschaft entschied. In der Folgesaison stieg er mit seiner Mannschaft als Neuntplatzierter von zehn teilnehmenden Mannschaft in die Bezirksklasse Berlin-Potsdam ab, in der er eine Saison lang spielte.
Im 1935 erstmals eingeführten Wettbewerb um den Tschammerpokal, den Pokalwettbewerb für Vereinsmannschaften, bestritt er vier Spiele, einschließlich des am 10. November 1935 mit 1:4 verlorenen Viertelfinales im Städtischen Stadion beim 1. FC Nürnberg. Seine letzten beiden Pokalspiele bestritt er am 29. August 1937 beim torlosen Unentschieden n. V. gegen den SC Victoria Hamburg in der 1. Schlussrunde und am 5. September 1937 bei der 0:2-Niederlage im Wiederholungsspiel.

### Auswahlmannschaft
Als Spieler der Gauauswahlmannschaft Berlin-Brandenburg nahm er am Gauauswahlwettbewerb um den Adolf-Hitler-Pokal 1933 teil. Nach Siegen in der Vorrunde und im Viertelfinale mit 5:0 bzw. 9:2 über die Gauauswahlmannschaften Ostpreußen und Pommern am 2. und 9. Juli, erreichte er mit seiner Mannschaft das Halbfinale. Nach dem 6:2-Sieg über die Gauauswahlmannschaft Mitte am 16. Juli 1933 auf dem Cricketer Sportplatz in Magdeburg, erreichte seine Mannschaft das Finale, das am 23. Juli im Grunewald-Stadion von Berlin mit 2:2 n. V. keinen Sieger fand. In diesem und im Wiederholungsspiel am 6. August, bei der 1:6-Niederlage auf Giesings Höhen in München, wurde er nicht eingesetzt.

## Erfolge
- Zweiter der Gaumeisterschaft Berlin-Brandenburg 1936
- Zweiter der Berliner Meisterschaft 1932
- Finalist um den Adolf-Hitler-Pokal 1933